# Casa Alsina Gesa
Casa Alsina Gesa és un habitatge del municipi de Cardedeu (Vallès Oriental) inclòs en l'Inventari del Patrimoni Arquitectònic de Catalunya.

## Descripció
És un habitatge entre mitgeres de planta baixa i dos pisos, de composició simètrica. Té un balcó corregut al primer pis amb finestra de llinda plana i guardapols de perfil curvilini amb esgrafiats a la llinda i finestres senzilles al segon pis i capcer sinuós amb elements els seus extrems de llenguatge modernista. A partir del primer pis la façana segueix el llenguatge formal d'un modernisme molt tardà.

## Història
El 1930, data de construcció de la Casa Muntany, fou un any de gran activitat constructiva a la vila. El desenvolupament urbanístic que havia començat a finals de segle xix s'intensificà durant la segona dècada d'aquest segle a la carretera de Caldes, configurant un espai urbanístic en torn aquest eix de comunicació. A partir dels anys trenta del segle xx, aquest desenvolupament s'estén per altres direccions, tal com l'avinguda d'Àngel Guimerà, el barri dels Estalvis, la Granada, etc.